# Rudolf Brun (Mediziner)
Rudolf Brun (* 15. März 1885 in Zürich; † 14. Januar 1969 ebenda) war ein Schweizer Mediziner.

## Leben
Brun studierte Biologie und Medizin an den Universitäten Zürich und Genf. Ab 1909 war Brun Assistent bei Constantin von Monakow. Er war Schüler Auguste Forels und publizierte zur Ameisenforschung.
Brun bildete sich unter anderem in London und Paris fort. Nach seiner Rückkehr arbeitete er zwölf Jahre lang an der neurologischen Poliklinik in Zürich und leitete ab 1918 daneben eine eigene neurologische Praxis. Ab 1916 interessierte sich Brun zunehmend für die Psychoanalyse Sigmund Freuds und entwickelte dazu eine eigene Lehranalyse. 1922 wurde er Privatdozent, von 1940 bis 1952hielt er als Titularprofessor Vorlesungen unter anderem über neurologische Differentialdiagnose und Neurosenlehre.
Zu Bruns Schülern zählten namhafte Zürcher Psychoanalytiker wie Fritz Morgenthaler und Paul Parin.

## Schriften (Auswahl)
- Allgemeine Neurosenlehre. 1942
- Die Schädel- und Hirnverletzung. 1963